# Grange Villa
Grange Villa – wieś w Anglii, w hrabstwie Durham. Leży 11 km na północny zachód od miasta Durham i 386 km na północ od Londynu. Miejscowość liczy 877 mieszkańców.